# Safiye Can

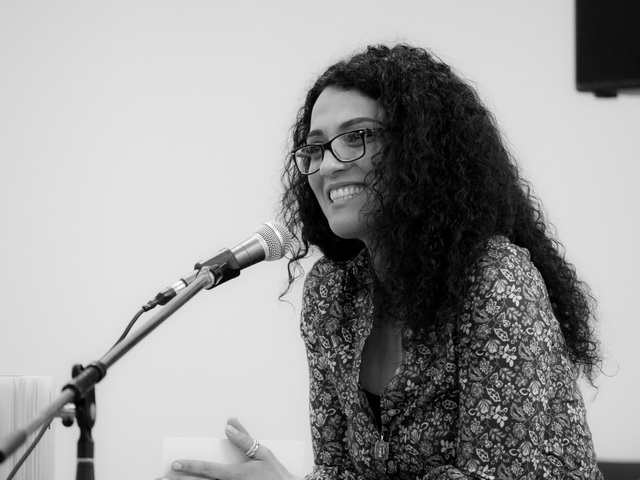
Safiye Can, 2017

Safiye Can (* 24. August 1977 in Offenbach am Main) ist eine deutsche Dichterin, Schriftstellerin, literarische Übersetzerin und Dichterin der konkreten und visuellen Poesie sowie bildende Künstlerin.

## Leben

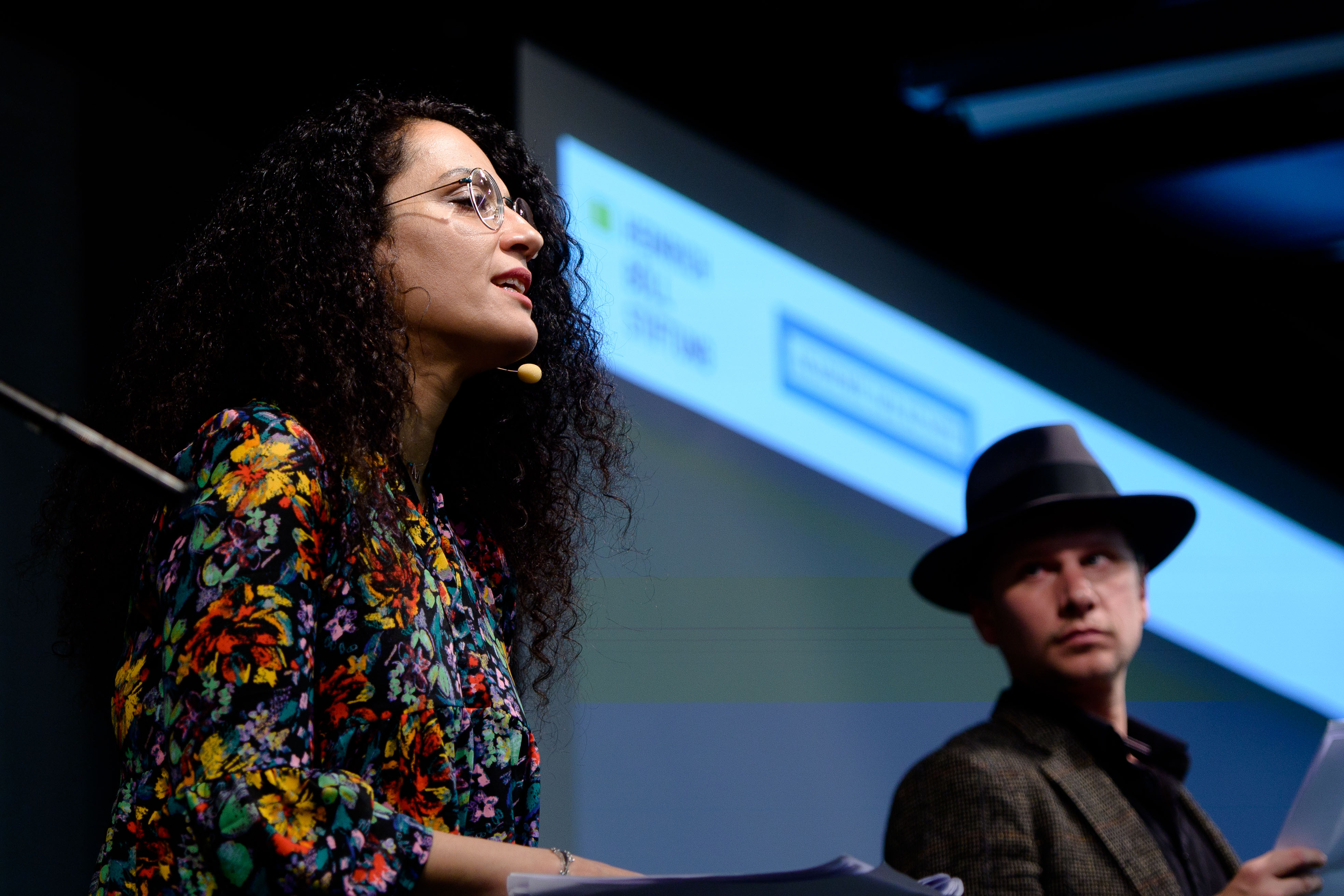
Safiye Can, 2019

Safiye Can ist in Offenbach geboren worden und aufgewachsen; sie hat tscherkessische Vorfahren. Sie studierte Philosophie, Psychoanalyse und Rechtswissenschaft an der Johann Wolfgang Goethe-Universität Frankfurt am Main und schloss das Studium mit einer Magisterarbeit über Friedrich Nietzsches „Also sprach Zarathustra“ ab. 2014 debütierte sie mit ihrem Gedichtband Rose und Nachtigall im Frankfurter Größenwahn Verlag. 2010 bis 2017 war Can freie Mitarbeiterin der Horst-Bingel-Stiftung für Literatur. Seit 2013 ist sie Kuratorin der Zwischenraum Bibliothek für Kunst und Migration der Heinrich-Böll-Stiftung. Sie engagiert sich seit 2012 in der Vereinigung türkischsprachiger Schriftsteller Europas (ATYG).
In Offenbach arbeitete sie als Lehrerin und war danach mehrere Jahre als Regieassistentin am Landestheater Burghofbühne Dinslaken tätig. Seit 2004 leitet sie Schreibwerkstätten an Schulen und anderen Einrichtungen, bei denen sie Kinder und Jugendliche an moderne Poesie heranführt und mit ihnen eigene Texte entwickelt. 2014 gründet sie während ihres Amtes als Schulkünstlerin in Offenbach am Main die Schreibwerkstatt Dichter-Club.
Can ist Mitglied des PEN-Zentrums Deutschland des Internationalen PEN und Mitgründerin des PEN Berlin, Mitglied beim Verband deutscher Schriftstellerinnen und Schriftsteller (VS) sowie Mitglied im Verband deutschsprachiger Übersetzer (VdÜ). Darüber hinaus ist sie ehrenamtliche Mitarbeiterin bei Amnesty International und Ehrenmitglied des Nordkaukassisch-Tscherkessischen Kulturvereins Nürnberg.
Safiye Can lebt in Offenbach am Main.

## Arbeit
2014 debütierte sie mit ihrem Gedichtband Rose und Nachtigall (Größenwahn Verlag), in dem klassische Motive der arabischen und persischen Dichtung mit Alltagssprache und -beobachtungen verbunden werden. 2015 folgte der Band Diese Haltestelle hab ich mir gemacht (Größenwahn Verlag). Neben einer stark rhythmisierten Metrik und einem zwischen beiläufiger Alltagssprache und überhöhter Stilisierung wechselnden Tonfall, zeichnet sich ihre Lyrik auch durch besondere Gestaltung aus: Can verfasst konkrete und visuelle Poesie, schreibt bzw. klebt Gedicht-Collagen und  nimmt so die starke Bildlichkeit der Texte auch in der Form wieder auf. 2017 veröffentlichte sie Kinder der verlorenen Gesellschaft (Wallstein Verlag, Göttingen).
Safiye Can arbeitet als Dichterin eng mit dem Hessischen Rundfunk (hr) zusammen, ist Gast auf zahlreichen Literaturfestivals im In- und Ausland (darunter Sprachsalz Hall in Tirol (A), W:ORTE Innsbruck (A), Poetree Lyrikfestival Göttingen, LeseLenz Hausach, Harbour Front Literaturfestival Hamburg, globale Bremen, Minne meets Poetry Konstanz, Literaturfest Salzburg (A), Literatur Live Zürich (CH)) und wirkt als Gastdozentin an Universitäten. Seit Anfang 2019 ist sie Vorstandsmitglied der renommierten Zeitschrift für Literatur, Kunst und Kritik: die horen.
Neben den lyrischen Arbeiten verfasst sie auch kleinere Prosastücke und ist als literarische Übersetzerin tätig, v. a. von Lyrik aus dem Türkischen (insb. Literaturströmungen Garip und Zweite Neue) bzw. ins Türkische, darunter Werke von Else Lasker-Schüler, Franz Mon, Gerhard Rühm, Nâzım Hikmet, Attila İlhan, Turgut Uyar, Cemal Süreya und Kemal Yalçın.

## Werke

### Lyrik
- Rose und Nachtigall. Liebesgedichte. Größenwahn Verlag, Frankfurt am Main 2014 (6. Aufl. 2016)
- Diese Haltestelle hab ich mir gemacht. Gedichte. Größenwahn Verlag, Frankfurt am Main 2015 (3. Aufl. 2016)
- Weniger ist Nichts. Gedichte. Literaturautomat, Basel 2015
- Kinder der verlorenen Gesellschaft. Gedichte. Wallstein Verlag, Göttingen 2017 (3. Aufl. 2020)
- Rose und Nachtigall. Liebesgedichte. Wallstein Verlag, Göttingen 2020 (2. Aufl. 2020, Gesamtauflage 8)
- Poesie und Pandemie. Gedichte. Wallstein Verlag, Göttingen 2021 (2. Aufl. 2021)
- HerzSchlagDrama. Ausgewählte Gedichte. Büchergilde, Frankfurt am Main 2023

### Prosa
- Das Halbhalbe und das Ganzganze. Erzählung. Verlag Literatur Quicke, Hamburg 2014
- Mir fiel kein Titel ein. Prosaminiaturen. Literaturautomat, Düsseldorf 2015

### Übersetzungen (Auswahl)
- Engin Korelli: Die Fledermaus, die keine war. Kinderbuch. Verlag Lingua Mundi, Frankfurt am Main 2008 (zweisprachig: deutsch-türkisch, übersetzt ins Deutsche)
- Ataol Behramoğlu: Im Herzen ein Kind in der Tasche ein Revolver. Gedichte. Elif Verlag, Nettetal 2016 (inkl. Hörbuch; zweisprachig: türkisch-deutsch, übersetzt ins Deutsche)
- Kathrin Lechl: Mabu hat keine Lust mehr auf Bananen! Illustriertes Kinderbuch. Kleine Welt Verlag, Regensburg 2024 (zweisprachig: deutsch-türkisch, übersetzt ins Türkische)

### Hörspiel
- Das Halbhalbe und das Ganzganze. 2022, hr2, Regie: Andrea Geißler, 57:07 Min.

### Herausgeberschaften
- Ataol Behramoğlu: Im Herzen ein Kind in der Tasche ein Revolver. Ausgewählte Gedichte, zweisprachig inkl. Hörbuch, Elif Verlag, 2016 (als Hrsg. und Übersetzerin)
- mit Jürgen Krätzer: Das Wort beim Wort nehmen. Konkrete und andere Spielformen der Poesie 1, die horen. Zeitschrift für Literatur, Kunst und Kritik, Band 271, September 2018
- mit Jürgen Krätzer: Das Wort beim Wort nehmen. Konkrete und andere Spielformen der Poesie 2, die horen. Zeitschrift für Literatur, Kunst und Kritik, Band 272, September 2018

## Ausstellungen (Auswahl)
- 2022: Kunstkiosk - Düsseldorf
- 2022: Stadtarchiv – Bochumer Zentrum für Stadtgeschichte, Bochum
- 2022: Evangelische Stadtkirche - Offenbach am Main

## Auszeichnungen
- 2016: Alfred-Müller-Felsenburg-Preis für aufrechte Literatur
- 2016: Else-Lasker-Schüler-Lyrikpreis
- 2017: Gastdozentur am Institut für Germanistik an der Universität Kassel
- 2017: Gastdozentur an der Northern Arizona University in USA/Arizona
- 2017/2018: Stipendiatin des Hessischen Literaturrats: Autorenresidenz Laubach
- 2018: Mitglied im P.E.N
- 2020: Arbeitsstipendium des Hessischen Ministeriums für Wissenschaft und Kunst
- 2021: Gastdozentur an der Bauhaus-Universität Weimar
- 2021: Literaturstipendium Arp im Ohr des Landes Rheinland-Pfalz

## Vertonung
- Der Garten (aus: Kinder der verlorenen Gesellschaft): Elisabeth Fusseder: imita - für Sopran, Flügel und Zuspielung (2021); UA 2022 in Freiburg i. Br.

## Sekundärliteratur zu Safiye Can
- Umut Balcı: Literarische Stilanalyse in Gedichten von Safiye Can. In: International Journal of Languages’ Education and Teaching. Mannheim 2015, S. 414–428.
- Umut Balcı: Safiye Can’da Poetik Yaklaşımlar (Übersetzung: Die Poetik von Safiye Can). Kriter Yayınevi, Istanbul 2018, ISBN 978-605-2228-51-7.